# No One Sleeps When I'm Awake
«No One Sleeps When I'm Awake» es el primer sencillo del tercer álbum de estudio de la banda sueca de new wave, The Sounds, titulado Crossing the Rubicon. Fue publicado el 17 de abril, de 2009 por iTunes a nivel mundial. El álbum de este sencillo, Crossing the Rubicon, está disponible para los clientes de Spotify Premium desde el 29 de mayo, y oficialmente fue publicado el 2 de junio de 2009. Para la creación de este tercer álbum la banda utilizó todo su dinero para crear su propio sello llamado Arnioki Records. Fue incluida en un capítulo de la serie de televisión The Vampire Diaries.

## Lista de canciones
- «No One Sleeps When I'm Awake» (Arnioki Sessions) 4:09 (disponible sólo en iTunes)

## Posicionamiento
| Listas (2009)          | posición |
| ---------------------- | -------- |
| Finnish Albums Chart   | 4        |
| Swedish Albums Chart   | 14       |
| The Billboard 200      | 64       |
| Top Independent Albums | 9        |